# R.R.D.T.
R.R.D.T., também empregada como Rodolfo Rojas D.T. é uma telenovela argentina produzida pela Pol-ka Producciones e exibida pelo Canal 13 entre 7 de agosto de 1997 e 17 de julho de 1998.

## Elenco
- Carlos Calvo - Rodolfo Rojas
- China Zorrilla - Tina
- Pepe Soriano - Isidro Rojas
- Patricia Sosa - Lucía
- Nancy Dupláa - Carola Ferré
- Osvaldo Santoro - Roque Ferré
- Diego Peretti - Goma
- Divina Gloria - Goma
- Raúl Rizzo - Víctor Fraquia
- Laura Azcurra - Georgina Rojas
- Mariano Martínez - Miguel Rojas

## Prêmios e indicações
| Ano  | Prêmio               | Categoria         | Programa       | Resultado |
| ---- | -------------------- | ----------------- | -------------- | --------- |
| 1997 | Prêmio Martín Fierro | Ator protagonista | Carlos Calvo   | Indicado  |
| 1997 | Prêmio Martín Fierro | Atriz coadjuvante | China Zorrilla | Indicado  |
| 1997 | Prêmio Martín Fierro | Revelação         | Laura Azcurra  | Indicado  |
| 1997 | Prêmio Martín Fierro | Melhor comédia    | R.R.D.T.       | Indicado  |
| 1998 | Prêmio Martín Fierro | Melhor comédia    | R.R.D.T.       | Indicado  |